# NGC 7329
NGC 7329 је спирална галаксија у сазвежђу Тукан која се налази на NGC листи објеката дубоког неба.
Деклинација објекта је - 66° 28' 45" а ректасцензија 22h 40m 24,2s. Привидна величина (магнитуда) објекта NGC 7329 износи 11,6 а фотографска магнитуда 12,4. Налази се на удаљености од 42,565 милиона парсека од Сунца. NGC 7329 је још познат и под ознакама ESO 109-12, AM 2236-664, IRAS 22369-6644, PGC 69453.